# Joseph-Antonio Thompson
Pour les articles homonymes, voir Thompson.
Joseph-Antonio Thompson, né à Montréal le 22 novembre 1896, est un musicien, compositeur et professeur de musique. Jusqu'à sa mort en 1974, il fut un acteur important du développement de la scène musicale trifluvienne. Le pape Pie XII lui décerne la médaille Pro Ecclesia et Pontifice. Il décède à Trois-Rivières, alors âgé de 77 ans, le 8 mars 1974. La salle J.-Antonio-Thompson, anciennement désignée sous le nom de théâtre Capitol, honore sa mémoire.
Il reçut sa formation musicale à Montréal de Jean-Noël Charbonneau et d'Élie Savaria (piano) puis à Québec de J.-Arthur Bernier (orgue). À l'occasion, il remplaça ce dernier à l'église Saint-Jean-Baptiste. Lauréat orgue (Laval) 1923, D.Mus. (Montréal) 1950. Nommé à 20 ans organiste à l'église Notre-Dame-des-Sept-Allégresses, il s'établit à Trois-Rivières en 1916 et joua jusqu'à sa mort un rôle de premier plan dans l'évolution musicale de cette ville. En 1920, il fut responsable de la musique des Compagnons de Notre-Dame, troupe de théâtre dont il était l'un des fondateurs. Il fut professeur de piano et d'orgue au séminaire, à l'Académie de La Salle et au Collège séraphique. Émilien Allard, Gabriel Charpentier, Jean-Yves Landry, Marcel Roux, Alfred Tardif ainsi que ses fils Claude et Marcel ont compté parmi ses élèves. En 1930, il succéda à Giuseppe Agostini comme directeur de la Philharmonie de La Salle, et en 1941 il fonda le Chœur mixte (par la suite Chœur Thompson) qu'il dirigea jusqu'en 1955. Sous sa direction, ce chœur présenta Samson de Haendel (1953) et deux cantates de Bach (1954). Premier directeur artistique de la station radiophonique CHLN (1937-39), il réalisa et commenta de nombreuses émissions musicales. À la même époque, il fonda les Chevaliers du guet, quatuor vocal pour lequel il harmonisa de nombreux chants folkloriques. Il donna aussi des cours privés et enseigna le solfège et l'harmonie aux Cours publics de solfège du gouvernement du Québec (1930-70).
Thompson a composé une soixantaine d’œuvres dont Les Sept Paroles du Christ (1933) pour chœur à quatre voix a cappella, créées (1937) à « L'Heure provinciale » à la station de radio CKAC, et le poème symphonique Mon pays (1936) ; on lui doit aussi cinq messes, dont une Messe de Noël (1935) et une Messe de Pâques (1941) sur des thèmes grégoriens, ainsi que des œuvres pour harmonie, de nombreux motets, des pièces d'orgue et de piano, des cantiques et mélodies, toutes restées manuscrites sauf Lumen pour orgue, publiée dans Le Tombeau de Henri Gagnon (Ostiguy 1987).
Nommé en 1949 membre de la Commission interdiocésaine de musique sacrée, J.-Antonio Thompson reçut de Pie XII la médaille Pro Ecclesia et Pontifice pour sa contribution à la liturgie musicale. Il est l'auteur de Cinquante ans de vie musicale à Trois-Rivières (Trois-Rivières 1970). Rénové en 1979, le théâtre Capitol de cette ville a été rebaptisé salle J.-Antonio-Thompson.